# Kamelot
Kamelot — американская метал-группа, играющая симфонический пауэр-метал с примесями других жанров. Группа создана в 1991 году Томасом Янгбладом и Ричардом Ворнером и получила название в честь мифического города Камелот с намеренной ошибкой (K вместо C). Несмотря на своё североамериканское происхождение, Kamelot отличается типично «европейским» звучанием.

## История

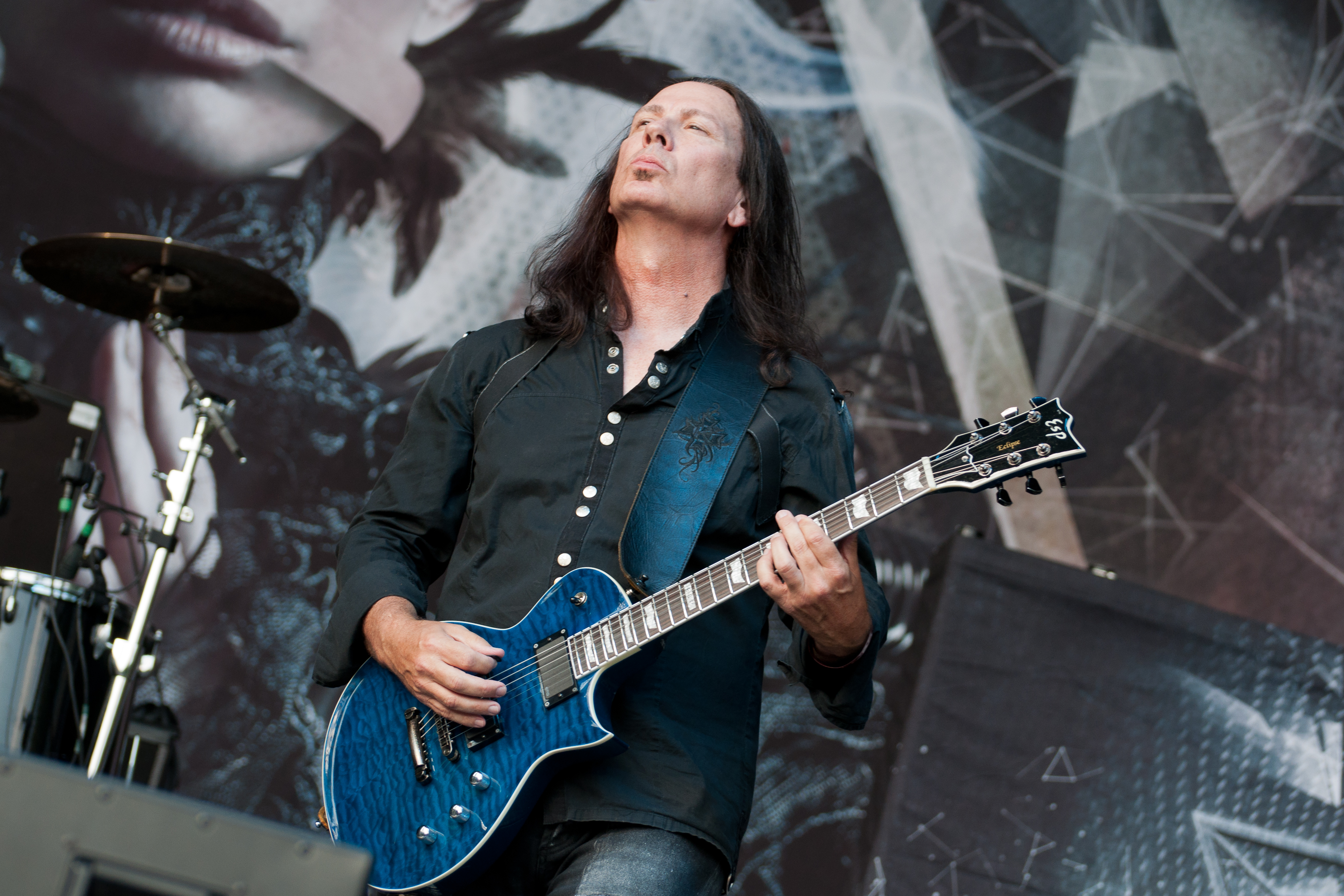
Гитарист Янгблад, Томас, основатель и лидер группы

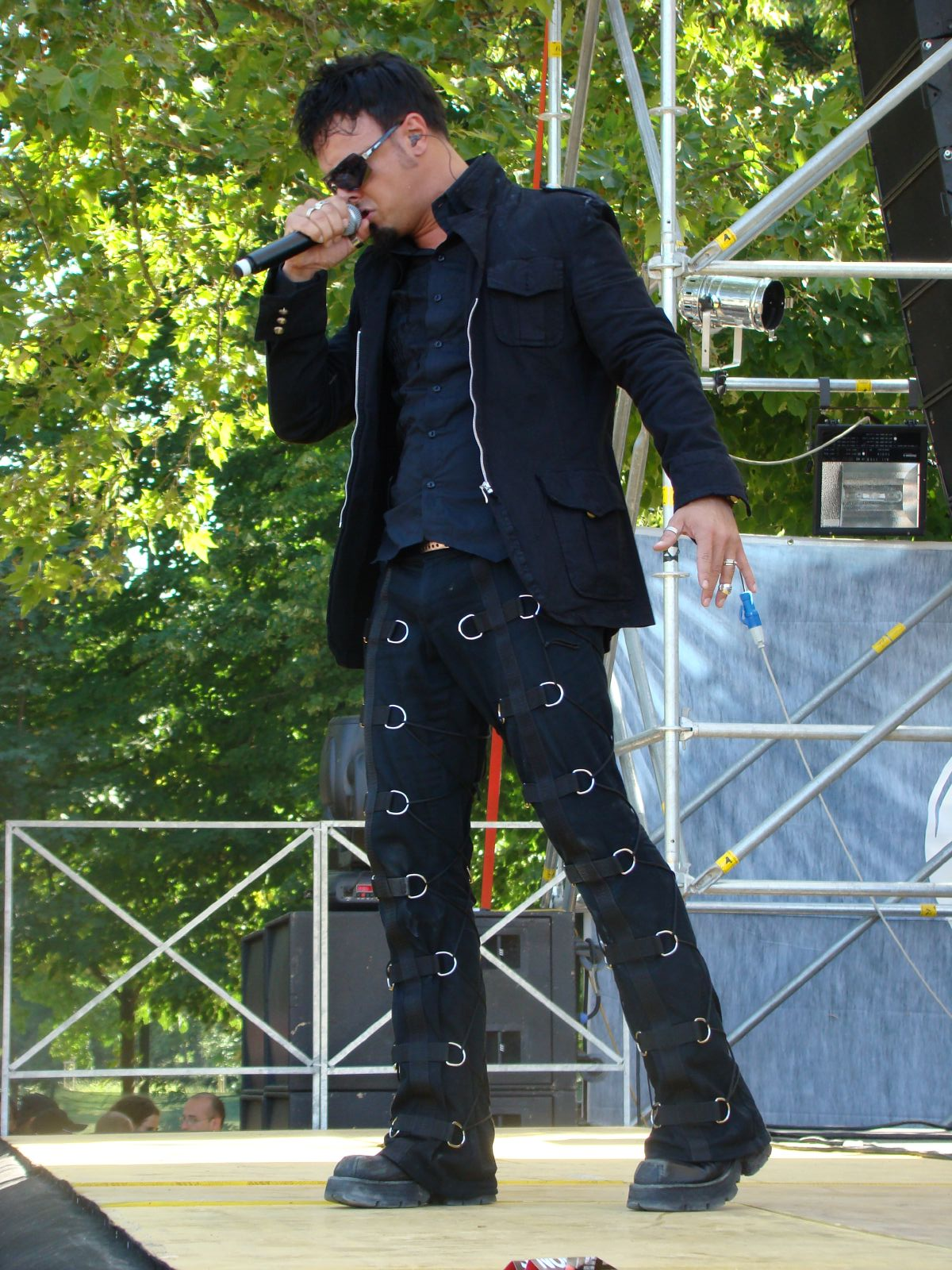
Рой Хан был вокалистом группы в 2000-е

В 1994 году группа подписала контракт с Noise Records, за чем в 1995 году последовал релиз их дебютного альбома Eternity. В то время состав группы был таким: Томас Янгблад, Марк Вандербилт, Ричард Уорнер, Дэвид Павлико и Шон Тибетс.
В 1997 году мир увидел второй альбом, который назывался Dominion. В следующем году основатель группы Ричард Ворнер (ударные) и солист Марк Вандербилт покинули Kamelot. Новым солистом стал уже на то время известный Рой Хан, экс-солист группы Conception. На место ударника был приглашен Кейси Грилло. С новыми двумя участниками в 1998 году был выпущен уже третий альбом Siege Perilous. В новом составе они совершили большой тур по Европе, двенадцать месяцев спустя вернувшись в Gate Studio в Вольфсбурге для записи четвёртого студийного альбома, The Fourth Legacy.
Летом 2000 года в рамках New Allegiance Tour группа дала концерты в Германии, Австрии, Швейцарии, Бельгии, Италии, Греции и Испании. Во время тура был записан первый концертный альбом коллектива The Expedition. Через несколько месяцев группа представила на суд слушателей 5-ю студийную работу, Karma. 6-й полноформатный альбом появился в 2003 году и назывался Epica. В его поддержку последовал очередной европейский тур (на разогреве значились немцы At Vance), а также музыканты посетили Японию. Седьмая по счету изданная пластинка называлась The Black Halo. Этот диск так же, как и предыдущий, основан на драме великого немецкого драматурга Иоганна Вольфганга Гёте «Фауст», о человеке, продавшем свою душу дьяволу. В поддержку альбома музыканты побывали в Европе и Японии. Первая часть Black Halo World Tour 2005 прошла при поддержке групп Epica и Kotipelto. В Японии — с группой Silent Force. В том же году они отыграли на фестивале Bang Your Head!!! в Германии и Graspop Metal Meeting в Бельгии.
В 2005 году были сняты два первых клипа — «The Haunting (Somewhere in Time)» и «March of Mephisto» с альбома The Black Halo. Оба клипа были поставлены режиссёром Патриком Улеусом. 5 октября 2005 года в группе появился пятый постоянный участник — клавишник и дополнительный гитарист Оливер Пэлотэй.
Во время второй части Black Halo World Tour коллектив вновь посетил европейские страны — Голландию, Бельгию, Швецию и Норвегию, а также дал концерты в США, Канаде и Бразилии. 11 февраля 2006 года в Rockefeller Music Hall, что в Осло, Норвегия, Патрик Улеус снял первый DVD группы — One Cold Winter’s Night. Его выпуск состоялся 17 ноября 2006 года в Германии, 20 ноября в других частях Европы и 21 ноября в США и Канаде, при поддержке SPV Records.
В конце 2006 года группа возвращается в Gate Studio в Вольфсбурге, Германия, для записи нового релиза — Ghost Opera. Барабанщик Кейси Грилло работал в Вольфсбурге впервые после записи альбома Karma. 21 марта Kamelot объявили на официальном сайте дату релиза нового альбома — Ghost Opera при поддержке SPV и Steamhammer Records — 1 июня в Германии, 4 июня в Европе и 5 июня в США. Ghost Opera был создан в Gate Studios и Pathway Studios в Вольфсбурге, а продюсерами выступили Саша Пэт и Miro. Ограниченный выпуск CD включает бонус «The Pendulous Fall», DVD включает видео для сингла «Ghost Opera», снятый Иваном Коликом из Сербской ICode Team, и сам процесс съёмок. Ограниченный тираж также укомплектован буклетом.
10 сентября 2010 года увидел свет новый альбом Poetry for the Poisoned, вышедший на earMUSIC label. В ходе записи альбома группу покинул басист Гленн Барри, который решил сосредоточиться на семейной жизни. Его место занял первый басист Kamelot Шон Тибетс.
22 апреля 2011 года группу покинул Рой Хан. Своё решение вокалист объяснил переутомлением. Он отметил, что решение не было принято спонтанно и остальные члены команды одобрили его. На время гастролей Хана заменил Фабио Лионе, известный своим творчеством в составе группы Rhapsody of Fire.
Спустя ровно год и два месяца завершилась масштабная кампания по поиску нового вокалиста. По словам лидера группы Томаса Янгблада, было рассмотрено более 800 кандидатур, в том числе, «некоторые действительно известные музыканты». 22 июня 2012 года было объявлено имя нового фронтмена: им стал 30-летний швед Томми Каревик, известный публике как вокалист шведской группы Seventh Wonder. Он уже имел опыт выступления с Kamelot в качестве приглашённого вокалиста в ходе тура Pandemonium World Tour в 2011 году. Новый вокалист принял участие в записи запланированного на октябрь 2012 года нового альбома.
26 октября 2012 года мир увидел десятый альбом Silverthorn. Спустя 7 лет и два альбома после выхода The Black Halo группа вновь выпустила концептуальный альбом. Также снова встречается композиция из трёх частей (ранее подобный приём применялся в альбомах Karma и Poetry for the Poisoned). Томас Янгблад, говоря об альбоме, рассказал, что группа решила вернуться к стилю своих предыдущих концептуальных альбомов, и новый альбом в большей степени похож на The Black Halo, чем последние альбомы Kamelot. Критики преимущественно позитивно отозвались как об альбоме в целом, так и о работе новичка Томми Каревика. Альбом успел побывать на третьей позиции Japanese International Albums Chart и на седьмой позиции Canadian Top Hard Music.

## Факты
- Название группы — эрратив, намеренное искажение названия Camelot — столицы владений короля Артура. Под названием Camelot на тот момент уже существовало несколько групп.
- Проигрыш в песне «Forever» (альбом Karma) взят с сюиты «Пер Гюнт» Эдварда Грига. Её в своё время уже переигрывал Вольф Хоффманн, гитарист группы Accept в своем сольном проекте Classical (1997 год).
- Альбомы Epica и The Black Halo являются концептуальными и рассказывают историю Ариэля, отправившегося на поиски ответов на свои вопросы и своего места во Вселенной. Но в результате он приходит к сделке с Мефистофелем, который сыграл на тщеславии героя, и теряет свою возлюбленную.
- Хан исполняет вокальные партии самого Ариэля и Мефистофеля, а жена Томаса Янгблада Мэри Шрек — возлюбленной Ариэля, Хелены. Сами музыканты признают, что сюжет этой истории во многом почерпнут из «Фауста» Гёте.
- Альбом Epica был выбран в качестве названия голландской группы Epica, которым очень понравился данный альбом. В записи альбома The Black Halo приняла участие вокалистка группы Epica Симона Симонс.

## Состав

### Текущий состав
- Томми Каревик — вокал

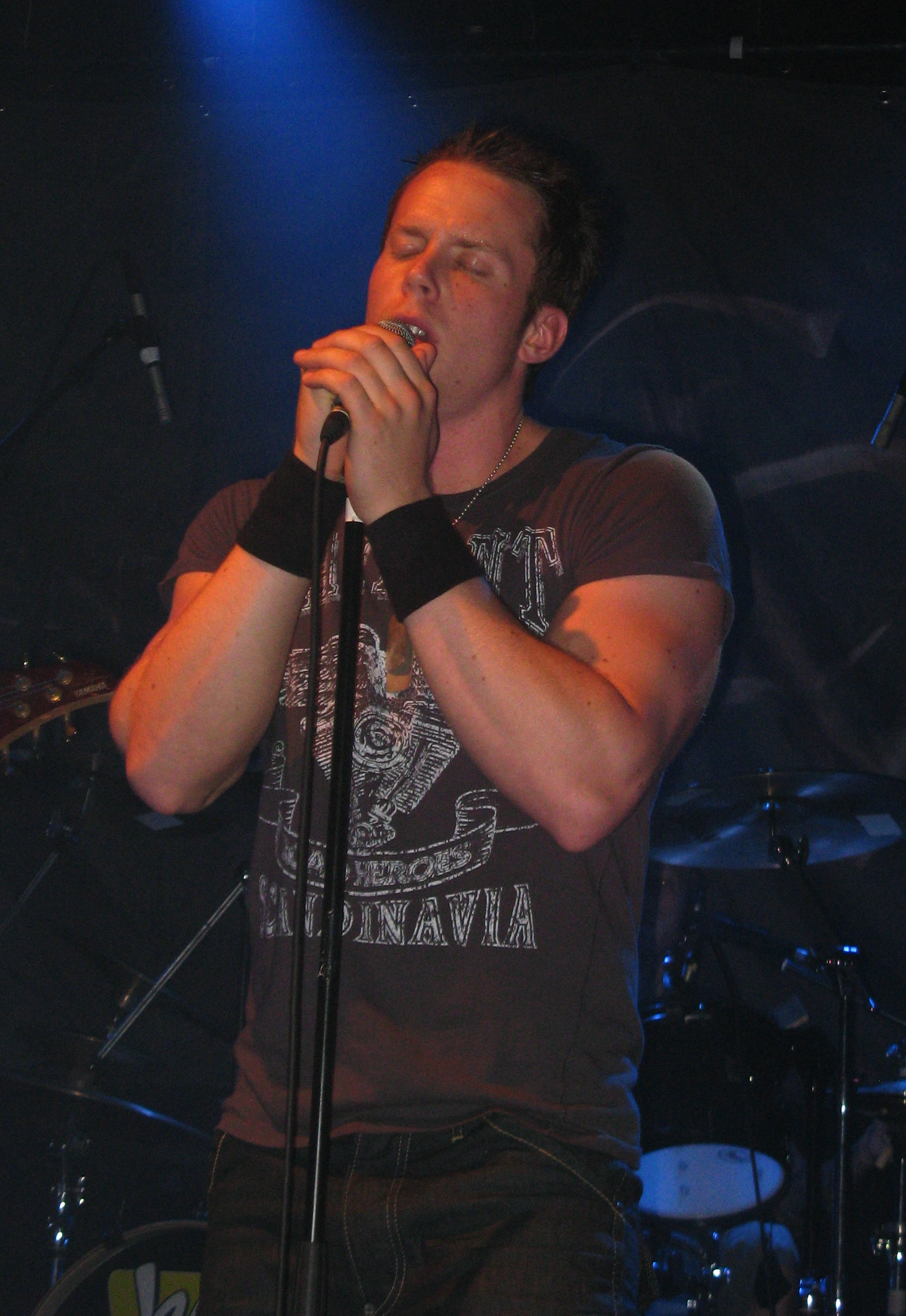
Томми Каревик, нынешний вокалист Kamelot

- Томас Янгблад[англ.] — соло- и ритм гитары, оркестровки
- Шон Тиббетс — бас-гитара
- Йохан Нюнез — ударные
- Оливер Палотей — синтезатор, аранжировки оркестра и хора

### Бывшие участники
- Марк Вандербилт — вокал
- Глен Барри — бас-гитара
- Ричард Ворнер — ударные
- Дэвид Павлико — синтезатор
- Рой Хан — вокал
- Кейси Грилло — ударные

### Приглашённые музыканты
- Анне-Катрин Мерцке — Тур-певица и «Mourning Star», «Abandoned», «Ghost Opera», «Memento Mori» (Ghost Opera — The Second Coming).
- Шаграт — вокал, выступает в роли Мефистофеля в «March of Mephisto» (The Black Halo); вокал в «Memento Mori» (The Black Halo).
- Симона Симонс — дополнительный вокал и появление в клипе «The Haunting» (The Black Halo), вокал в «House on a Hill», «Poetry For The Poisoned, Pt. II: So Long» (Poetry for the Poisoned).
- Сноуи Шоу — в роли Мефистофеля: вокал в «March of Mephisto» (One Cold Winter’s Night).
- Мэри Янгблад — В роли Хелены: вокал в Epica, «Abandoned» и «Memento Mori» (The Black Halo), появление в клипе «The Haunting» (The Black Halo), также различные песни в One Cold Winter’s Night.
- Саша Паэт — появление в One Cold Winter’s Night в качестве дополнительного гитариста в «Moonlight», и «Ghost Opera».
- Алисса Уайт-Глаз — вокалистка Arch Enemy, появление в Sacrimony (Silverthorn) и Liar Liar (Haven) в качестве вокалистки.
- Элиз Рид — вокалистка Amaranthe, появилась при записи песни Sacrimony (Silverthorn).
- Лорен Харт — вокалистка группы Once Human, появилась в качестве второй вокалистки в песне Phantom Divine (The Shadow Theory) и Mindfall Remedy.
- Шарлотта Весселс — вокал и появление в клипе «Under Grey Skies» (Haven)

## Дискография

### Студийные альбомы
- Eternity[англ.] (1995)
- Dominion[англ.] (1997)
- Siége Perilous[англ.] (1998)
- The Fourth Legacy[англ.] (2000)
- Karma (2001)
- Epica (2003)
- The Black Halo (2005)
- Ghost Opera (2007)
- Poetry for the Poisoned (2010)
- Silverthorn[англ.] (2012)
- Haven (2015)
- The Shadow Theory (2018)
- The Awakening[англ.] (2023)

### Переиздания
- Ghost Opera: The Second Coming (2008)
- Poetry For The Poisoned & Live from Wacken — Limited Tour Edition (2011)

### Концертные альбомы
- The Expedition (2000)
- One Cold Winter's Night (2006)
- I Am the Empire – Live from the 013 (2020)

### Концертные DVD
- One Cold Winter’s Night (2006)
- I Am the Empire – Live from the 013 (2020)

### Демо-альбомы
- 1991 demo

### Синглы
- «Ghost Opera» (2007)
- «The Great Pandemonium» (2010)
- «Sacrimony (Angel of Afterlife)» (2012)
- «My Confession» (2013)
- «Falling Like the Fahrenheit» (2013)
- «Veil of Elysium» (2015)
- «Insomnia» (2015)
- «RavenLight» (2018)
- «Phantom Divine (Shadow Empire)» (2018)

### Клипы
- «The Haunting Архивная копия от 10 декабря 2019 на Wayback Machine» (2005)
- «March of Mephisto Архивная копия от 25 июня 2018 на Wayback Machine» (2005)
- «Ghost Opera Архивная копия от 1 июля 2018 на Wayback Machine» (2007)
- «The Human Stain Архивная копия от 2 июня 2018 на Wayback Machine» (2007)
- «Rule the World Архивная копия от 28 июля 2018 на Wayback Machine» (2008)
- «Love You to Death Архивная копия от 22 мая 2018 на Wayback Machine» (2009)
- «Penduluous Fall Архивная копия от 19 июня 2019 на Wayback Machine» (2009)
- «The Great Pandemonium Архивная копия от 31 января 2019 на Wayback Machine» (2010)
- «Necropolis Архивная копия от 15 июня 2019 на Wayback Machine» (2011)
- «Sacrimony (Angel of Afterlife) Архивная копия от 26 сентября 2018 на Wayback Machine» (2012)
- «Falling like the Fahrenheit Архивная копия от 19 апреля 2019 на Wayback Machine» (версия видео со словами) (2013)
- «Falling like the Fahrenheit Архивная копия от 17 мая 2018 на Wayback Machine» (live-видео)
- «My Confession Архивная копия от 27 января 2019 на Wayback Machine» (2013)
- «Insomnia Архивная копия от 13 декабря 2018 на Wayback Machine» (2015)
- «Liar Liar (Wasteland Monarchy) Архивная копия от 14 октября 2018 на Wayback Machine» (2015)
- «Veil of Elysium Архивная копия от 22 июня 2018 на Wayback Machine» (версия видео со словами) (2015)
- «My Therapy Архивная копия от 21 апреля 2019 на Wayback Machine» (2016)
- «Under Grey Skies Архивная копия от 13 января 2018 на Wayback Machine» (версия видео со словами) (2017)
- «Ravenlight Архивная копия от 4 марта 2018 на Wayback Machine» (версия видео со словами) (2018)
- «Phantom Divine (Shadow Empire) Архивная копия от 26 июня 2018 на Wayback Machine» (2018)
- «Amnesiac Архивная копия от 29 мая 2018 на Wayback Machine» (2018)
- «Mindfall Remedy Архивная копия от 6 октября 2018 на Wayback Machine» (live-видео) (2018)